# Pinturicchio
Pinturicchio, właśc. Bernardino di Betto (ur. ok. 1454 w Perugii, zm. 11 grudnia 1513 w Sienie) – malarz włoski.
Należał do umbryjskiej szkoły malarstwa, był uczniem Perugina. Na rok 1473 datuje się dwa płótna Uzdrowienie paralityka i Uwolnienie więźnia. Razem ze swoim nauczycielem znalazł się w gronie artystów, dekorujących Kaplicę Sykstyńską. Przypisuje mu się freski Podróż Mojżesza oraz Chrzest Chrystusa, które dla niego naszkicował Perugino. W 1486 wykonał freski z dziejami św. Bernardyna w kaplicy Bufalini w kościele Santa Maria Aracoeli w Rzymie
Pracował na dworze kolejnych pięciu panujących papieży. W latach 1492–1495 ozdobił apartamenty papieża Aleksandra VI, stosując fantastyczne, groteskowe motywy malarskie. W 1503 przyjechał do Sieny na życzenie Piusa III, aby dekorować sale Biblioteki Sieneńskiej należącej do rodu Piccolominich (z niego pochodził nowy papież). Z Pinturicchiem współpracował wówczas Rafael Santi. Od 1495 pracował nad nastawą Santa Maria dei Fossi. Dwa lata później na zlecenie biskupa Constantina Eroli wykonał freski w kaplicy katedry w Spoleto.
Około roku 1509 namalował freski w prezbiterium rzymskiego kościoła Santa Maria del Popolo. Kilka lat później umarł sam, w samotności, opuszczony przez żonę i pięcioro dzieci.

Był ceniony za subtelność i liryczny ton obrazów. Vasari krytykował go jednak za nieporadnie wykreślaną perspektywę, słabą kompozycję oraz za to, że: 

nadużywał w swych malowidłach ozdób oraz reliefów pozłacanych, a to dlatego, by przypodobać się osobom, które niewiele miały pojęcia o sztuce, ponieważ dzieła jego zyskiwały w ten sposób na blasku i widoczności, a w gruncie rzeczy świadczyły o nieporadności artysty.

## Wybrane dzieła
- Ukrzyżowanie ze św. Hieronimem i św. Krzysztofem (ok. 1471), 59 x 40 cm, Galeria Borghese
- Historia św. Bernarda (1473), Galleria Nazionale dell'Umbria, Perugia
- Ukrzyżowanie ze św. Hieronimem i św. Krzysztofem (ok. 1475), olej na desce, 59 x 40 cm, Galeria Borghese, Rzym
- Madonna z błogosławiącym Dzieciątkiem (ok. 1480), National Gallery w Londynie
- Madonna z czytającym Dzieciątkiem i św. Jeremiaszem (ok. 1481), 49.5 x 38 cm, Gemäldegalerie, Berlin
- Madonna karmiąca (1492), 29.2 x 21.6 cm, Sarah Campbell Blaffer Foundation, Houston
- Madonna z piszącym dzieciątkiem (ok. 1495), 158 x 77.3 cm, Museu de Belles Arts Walencja
- Madonna z czytającym Dzieciątkiem (ok. 1494–1498), 33.7 x 25.4 cm, North Carolina Museum of Art, USA
- Madonna z piszącym dzieciątkiem (ok. 1494–1498), 61 x 41.6 cm, Philadelphia Museum of Art, Filadelfia
- Madonna z Dzieciątkiem i św. Janem Chrzcicielem lata 90. XV w., 45.5 × 37 cm, Muzeum Narodowe w Warszawie
- Koronacja Piusa II (ok. 1503–1508), fresk, Katedra w Sienie
- Kaplica Św. Jana Baptysty (1504), Katedra w Sienie

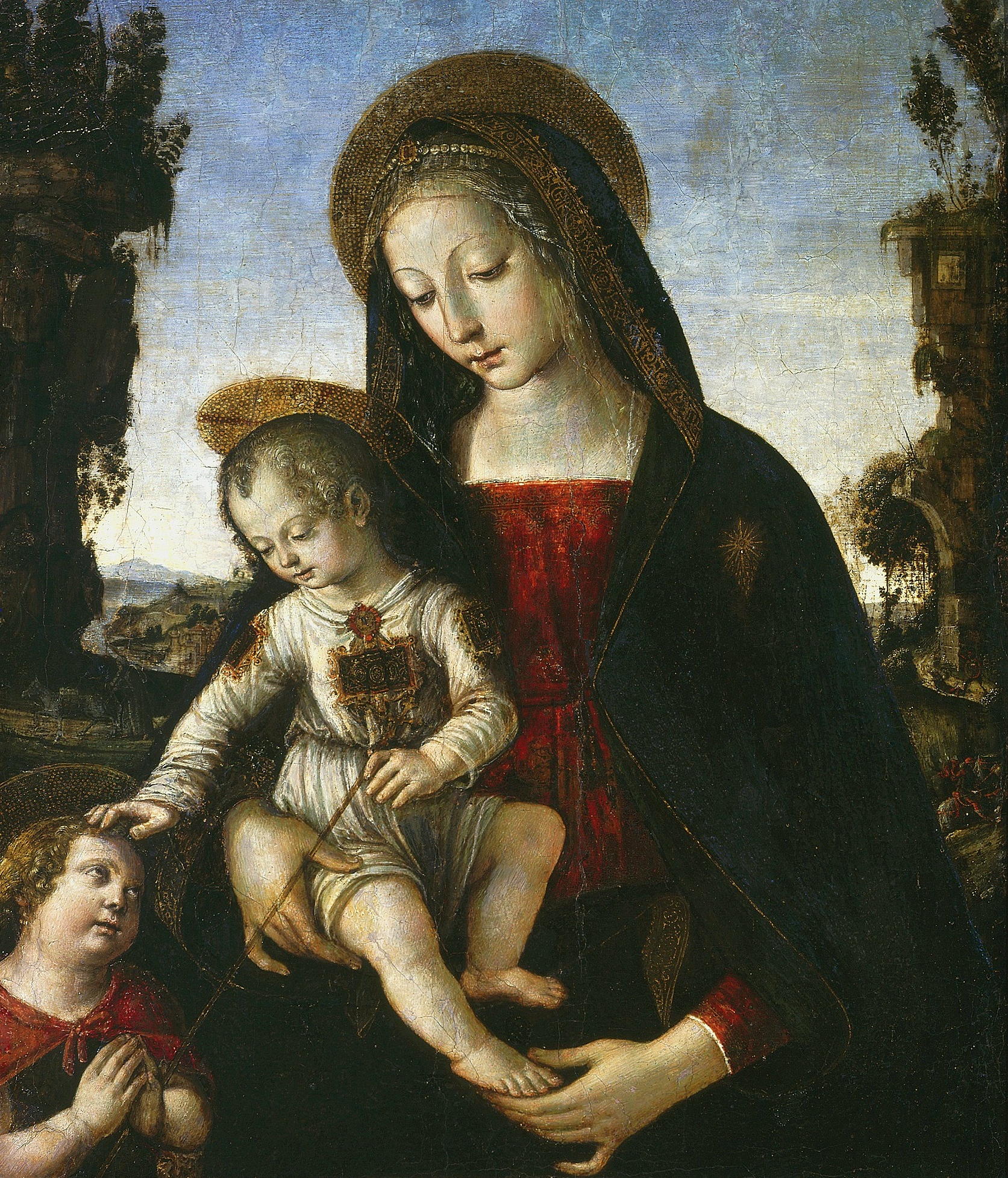
Madonna z Dzieciątkiem i św. Janem Chrzcicielem, lata 90. XV w., Muzeum Narodowe w Warszawie
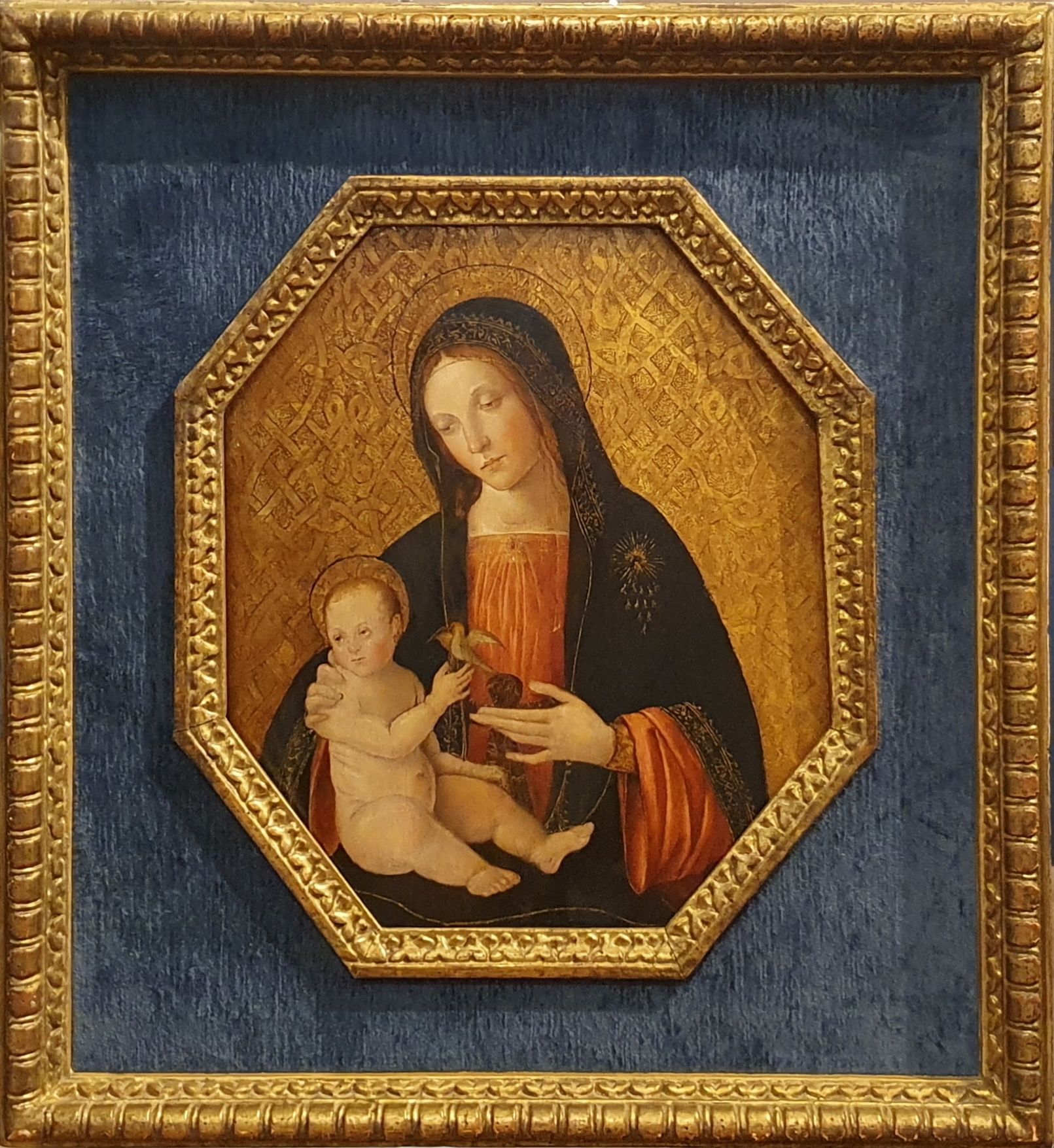
Madonna z dzieciątkiem, (1492-1494), Muzeum Soumaya, Meksyk
Ukrzyżowanie ze św. Hieronimem i św. Krzysztofem, ok. 1471, Galeria Borghese, Rzym
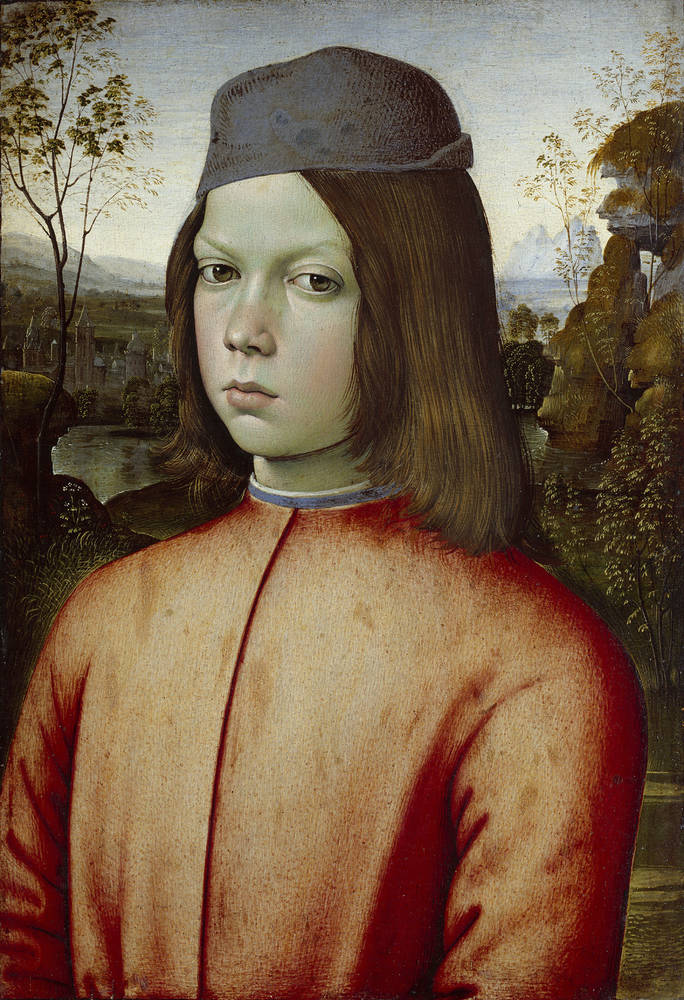
Portret chłopca, ok. 1500, Gemäldegalerie, Berlin